# Zeekoevlei
Zeekoevlei es un gran lago de agua dulce en Cabo Flats cerca de Ciudad del Cabo, Provincia Occidental del Cabo, Sudáfrica. El nombre significa «hipopótamo vlei», siendo «vlei» en afrikáans la palabra para «lago», y «Zeekoe» (es decir, «vaca marina»), la forma arcaica en afrikáans para escribir hipopótamo. 
La Reserva Natural Zeekoevlei (establecida en junio de 2000) se basa en el lago. Está separada por una península de la Reserva Natural Rondevlei que ayuda a preservar los ecosistemas y humedales de las tierras bajas del Cabo. Posee 256 hectáreas de superficie.